# Diego Moldes
Diego Moldes González (Pontevedra, 1977) es un escritor español, ensayista, novelista, crítico e historiador de cine.

## Biografía
Nace en Pontevedra, hijo de profesores, Francisco Javier Moldes Fontán y María del Carmen González Janeiro. Diego Moldes González es autor de libros de narrativa, poesía y ensayo (fundamentalmente cinematográfico e interdesciplinar): la novela Ensoñación (2012) o libros sobre cine como La huella de Vértigo (2004), ensayo sobre la influencia del film de Alfred Hitchcock; Roman Polanski. La fantasía del atormentado (2005); primer libro sobre el cineasta Roman Polanski escrito en español; o El cine europeo. Las grandes películas (2008), entre otros. En veinte años, entre 2004 y 2023, publica catorce libros, en Madrid, Barcelona y Nueva York.
Es Doctor en Ciencias de la Información (Comunicación Audiovisual) por la Universidad Complutense, Licenciado en Publicidad y Relaciones Públicas (Universidad de Vigo) y Master on Publishing (Máster en Edición) por la Oxford Brookes University. En 2010, concluyó un doctorado en Historia del Cine: La imaginación simbólica en la obra cinematográfica de Alejandro Jodorowsky, tesis doctoral sobresaliente cum laude por unanimidad, realizada bajo la dirección de José Luis Sánchez Noriega y defendida ante un tribunal presidido por Darío Villanueva.
También es coautor de más de cuarenta libros colectivos y colaboraciones como prologuista, introductor y editor. En 2009 escribió dos libros de baloncesto para el Real Madrid.
Durante tres años, de 2000 a finales de 2002, fue guionista, redactor y presentador de la Televisión de Galicia. Ha escrito diversos relatos y artículos. Fue colaborador del programa Pantalla Panorámica, de Radio Círculo del Círculo de Bellas Artes de Madrid (2004-2005) del programa televisivo Tiempo de Tertulia, diversas publicaciones en prensa tradicional (Revista de Occidente, Revista Leer, Zenda Libros, Revista Turia, Raíces Revista de Cultura Judía) y digital (www.miradas.net, etc.), así como otras instituciones culturales como Filmoteca Española, y Casa Sefarad Israel. Colaboró además con el Premio ABC Cultural & Ámbito Cultural.
Como crítico cinematográfico destaca su participación con numerosos artículos en la colección anuario Todos los estrenos entre los años 2003 y 2008, así como su participación en el libro colectivo El universo de Woody Allen y en la redacción de más de una veintena de libretos de DVD y Blu-ray, entre otros, Ángeles del infierno y Código del hampa para Suevia Films, North by Northwest, para el diario ABC, o el de la película Oliver! para la edición especial en DVD del musical de Carol Reed, para Sony Pictures. En 2008 escribió los libretos de las ediciones especiales de Universal Pictures para las películas Psicosis, Casino, La lista de Schindler, El cazador, Sed de mal y Fahrenheit 451, así como el de El quimérico inquilino, para Paramount Pictures Spain. En este ámbito también ha abordado libretos sobre otras importantes obras en blanco y negro como La dolce vita o los de las ediciones especiales remasterizadas de películas de Ingmar Bergman en Blu-ray Disc y DVD: Un verano con Mónica, El séptimo sello, Fresas salvajes, El manantial de la doncella, Persona y Sonata de otoño.[cita requerida]
Tras vivir en Santiago de Compostela y Lisboa, desde 2004 reside en Madrid, en donde trabaja como ejecutivo de marketing, en áreas de cultura y ocio (libros, cine, música y cómics), director de fundación y profesor universitario. Entre 2019 y noviembre de 2023 es Director de Relaciones Institucionales de la Universidad Nebrija y Fundación Nebrija. Desde noviembre de 2023 es Director Institucional de TAI Escuela Universitaria de Artes.
En 2012 publica la novela Ensoñación y un ensayo monográfico sobre el cine de Jodorowsky.
En noviembre de 2014 publica Venuspasión, con prólogo de Luis Alberto de Cuenca, de prosa ensayística, narrativa y de poesía".
En julio de 2018 publica su décimo libro y primer poemario, Ni un día sin poesía, con prólogo de Jodorowsky e ilustraciones de Nika Martínez, con poemas que "en palabras del autor, «participan del simbolismo y la mitología, y buscan una tensión formal entre el intelectual agnóstico que soy y la espiritualidad oriental - de raigambre hinduista y budista zen- que mi-otro-yo-poeta querría ser»."
En noviembre de 2019 publica su undécimo libro, un extenso ensayo: Cuando Einstein encontró a Kafka. Contribuciones de los judíos al mundo moderno (2019). El resultado es fruto de la lectura, durante veinte años, de más de trescientos libros y más de dos mil artículos y documentos, así como el visionado de unas doscientas películas documentales y de ficción. El prestigioso crítico catalán Toni Montesinos alabó el libro calificándolo de "gran mérito" y "trabajo formidable". También obtuvo críticas positivas en otros medios como Televisión Española, El país, La vanguardia, ABC o El mundo. Como se indica en un post scriptum "el libro ocupó espacios en medio centenar de medios, diarios, emisoras de radio, televisión –entrevistado en dos ocasiones en Televisión Española–, blogs literarios, webs culturales, redes sociales, etcétera. El País, El mundo, La vanguardia, ABC, La razón, Faro de Vigo, El imparcial, Historia y vida, Pérgola, Librújula, Zenda, etcétera." Diego Medrano escribió: "Moldes es apabullante, culto, irónico, divertido, ajeno a estereotipos y prejuicios, [...] Lean a Diego Moldes: no comete el error clásico occidental, analizar a los judíos desde preceptos cristianos y no postulados laicos." El imparcial, 14 de enero de 2020.
En junio de 2022 publicó su duodécimo libro, En el vientre de la ballena. Ensayo sobre la cultura, con críticas positivas en más de una veintena de diarios, suplementos culturales y revistas, entre ellos, El País, El mundo, La vanguardia, 20 Minutos, ABC, La razón, Faro de Vigo, revista Qué Leer, La aventura de la Historia, diario Qué!, Diario de Sevilla,  Diario de Córdoba,  Diario de Pontevedra,  Jot Down,
Coolt,  Revista Mercurio, Zenda Libros, etc.
En enero de 2023 Moldes publicó en Barcelona su libro decimotercero Antonio de Nebrija y su origen judeoconverso, con prólogo del historiador, latinista y académico de la RAE, Juan Gil Fernández. Contó con críticas positivas en La Lectura (suplemento literario del diario El Mundo), diario ABC  o La Aventura de la Historia.

## Obra Publicada

### Narrativa
- Ensoñación (Ediciones Pigmalión, Madrid, 2012), novela. ISBN 84-15244-26-4
- Venuspasión (Notorious Ediciones, Madrid, 2014), prosa ensayística, narrativa, relatos y poesía. ISBN 978 84-15606-23-9

### Poesía
- Ni un día sin poesía (Ed. Mueve tu lengua, Madrid, 2018), poemario. Prólogo de Alejandro Jodorowsky. ISBN 978 84-17284-22-0
- Ni una poesía sin día - Not a Poem Without a Day (Artepoetica Press Inc., New York, 2023), poemario bilingüe, 314 págs. ISBN 978-1952336256. Translated by Colleen Terry.[24]

### Ensayo
- Cuando Einstein encontró a Kafka. Contribuciones de los judíos al mundo moderno (Barcelona, Galaxia Gutenberg, 2019). ISBN:978-84-17747-99-2  Prólogo de Esther Bendahan.[25][26][27][28]

- En el vientre de la ballena. Ensayo sobre la cultura (Barcelona, Galaxia Gutenberg, 2022).
- Antonio de Nebrija y su origen judeoconverso (Barcelona, Editorial Gedisa, 2023).

#### Libros de cine

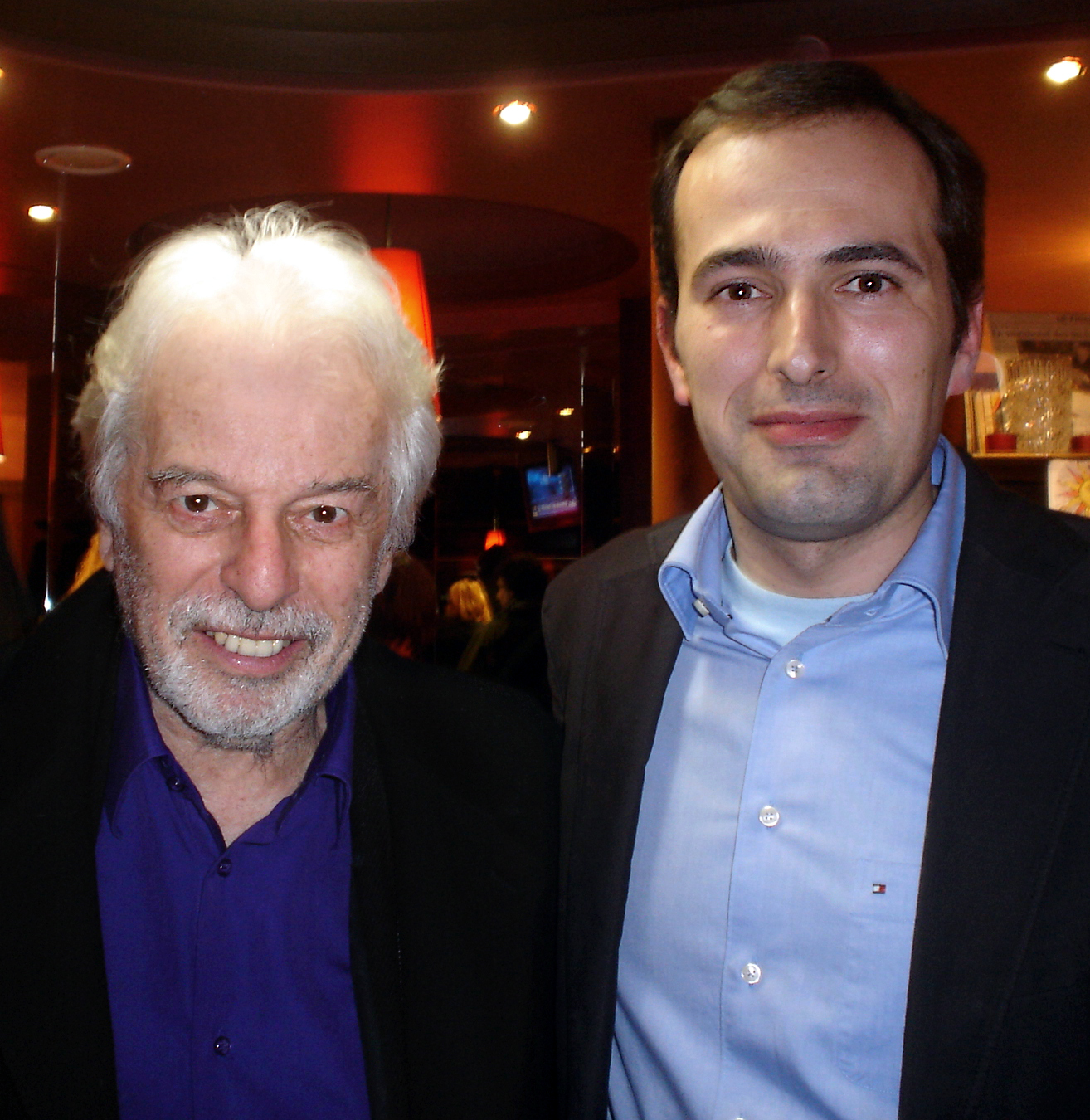
Diego Moldes con Alejandro Jodorowsky.

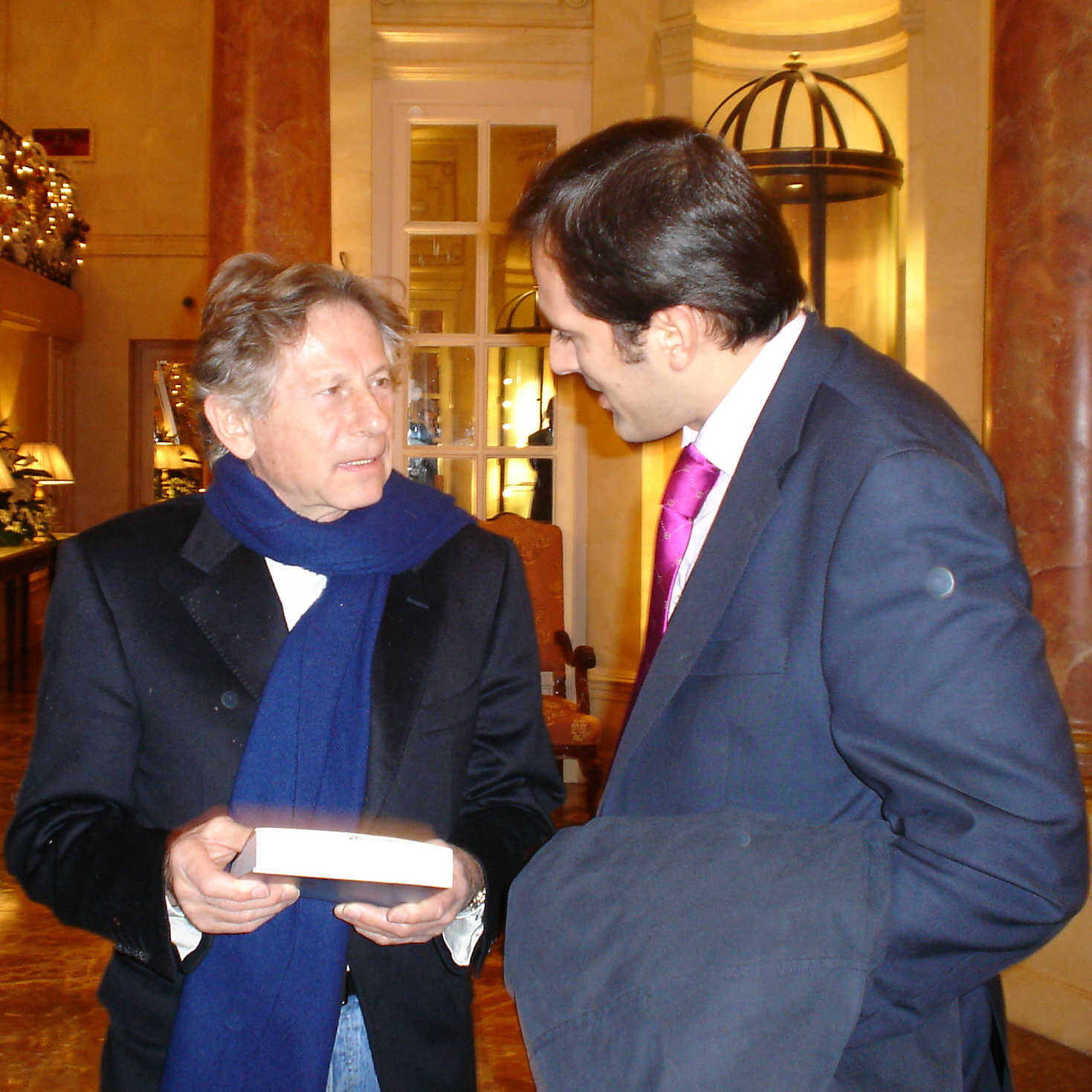
Roman Polanski y Diego Moldes.

- La huella de Vértigo[29] (Ediciones JC, Madrid, 2004). Ensayo de cine sobre la influencia de Vertigo, de Alfred Hitchcock. ISBN 84-89564-39-8.[30]
- Roman Polanski. La fantasía del atormentado (Ediciones JC, Madrid, 2005). Ensayo. ISBN 84-89564-44-2.[31]
- El cine europeo. Las grandes películas[32] (Ediciones JC, Madrid, 2008). Ensayo sobre el cine europeo sonoro (1930-2007) ISBN 84-89564-51-5.
- El manuscrito encontrado en Zaragoza. La novela de Jan Potocki adaptada al cine por Wojciech Jerzy Has (Ediciones Calamar, Madrid, 2009).[33] ISBN 84-96235-32-7.[34]
- Alejandro Jodorowsky (Col. Signo e Imagen / Cineastas, Ediciones Cátedra, Madrid, 2012).[35][36][37] Ensayo monográfico, prólogo de A. Jodorowsky, 496 págs. ISBN 978-84-376-3041-0

#### Sobre baloncesto
- Mi primer libro de baloncesto del Real Madrid. De la A a la Z. (Editorial Everest, Madrid, junio de 2009). ISBN 978-84-441-6323-9.
- Real Madrid Baloncesto. Libro electrónico 500 preguntas y respuestas (Editorial Everest, Madrid, diciembre de 2009).ISBN 978-84-441-6335-2

#### Libros colectivos
- Todos los estrenos de 2003, Ediciones JC, Madrid, 2003. ISBN 978-84-95121-2-57[38]
- Todos los estrenos de 2004, Ediciones JC, Madrid, 2004. ISBN 978-84-95121-2-71[39]
- Todos los estrenos de 2005, Ediciones JC, Madrid, 2005. ISBN 978-84-95121-35-6[40]
- Miradas para el nuevo milenio. Fragmentos para una historia futura del cine español, Festival de Cine de Alcalá de Henares / Fundación Colegio del Rey, octubre de 2006. ISBN 84-87153-8-77.
- Todos los estrenos de 2006, Ediciones JC, Madrid, 2006. ISBN 978-84-95121-4-17
- El universo de Alfred Hitchcock, Notorious Ediciones, Madrid, diciembre de 2006; ISBN 978-84-934701-4-2.
- Todos los estrenos de 2007, Ediciones JC, Madrid, 2007. ISBN 978-84-95121-4-48[41]
- El universo de Woody Allen, Notorious Ediciones, Madrid, octubre de 2008; ISBN 84-936000-7-5.
- Todos los estrenos de 2008, Ediciones JC, Madrid, 2008. ISBN 978-84-95121-5-09[42]
- Extranjeros en la ACB, JC, Madrid, enero de 2009. ISBN 978-84-89564-58-9.
- El universo de Clint Eastwood, Notorious Ediciones, Madrid, diciembre de 2009. ISBN 84-93714-8-40.
- Historia del cine en películas, 1970-1979, Coord. José Luis Sánchez Noriega, Bilbao, Ed. Mensajero,[43] 2012, ISBN 978-84-271-3294-8.
- CINE XXI. Directores y direcciones, Hilario J. Rodríguez y Carlos Tejeda (coords.), Colección Signo e Imagen, Cátedra, 2013,[44][45] ISBN 84-376-3149-3
- La puerta del cielo. Memorias 1901-1952 de Vittorio de Sica, prólogo de Diego Moldes, Confluencias Editorial, Almería, febrero de 2015.[46] ISBN 978-84-943298-8-3
- El universo de Orson Welles, Notorious Ediciones, Madrid, mayo de 2015. ISBN 978-84-15606-2-77.
- El universo de Billy Wilder, Notorious Ediciones, Madrid, noviembre de 2015.[47] ISBN 978-84-15606-3-07.
- Un imperio propio. Cómo los judíos inventaron Hollywood, de Neal Gabler, Introducción, apéndice, bibliografía adicional, notas y edición de Diego Moldes, prólogo de Román Gubern, Editorial Confluencias, Almería, diciembre de 2015.[48] ISBN 978-84-94441-3-87
- Fritz Lang Universvm, edición y prólogo de José Luis Garci, Notorious Ediciones, Madrid, diciembre de 2016. ISBN 978-84-15606-41-3[49]
- El universo de los Hermanos Marx, Notorious Ediciones, Madrid, diciembre de 2016. ISBN 978-84-15606-40-6[50]
- Extásis y yo Hedy Lamarr, Prólogo, filmografía y bibliografía de Diego Moldes, epílogo de Guillermo Balmori, Notorious Ediciones, Madrid, marzo de 2017. ISBN 978-84-15606-4-44.[51]
- PascALEjandro, ed. Donatien Grau, Actes Sud/Azzedine Alaïa, París, edición en francés (junio de 2017) e inglés (agosto de 2017). ISBN 978-2-330-07540-8[52]
- Casablanca. 75 años de leyenda, Notorious Ediciones, Madrid, noviembre de 2017. ISBN 978-84-15606-63-5[53]
- El universo de John Ford, Notorious Ediciones, Madrid, diciembre de 2017.[54] ISBN 978-84-15606-61-1
- Emotion pictures. El cine de José Luis Garci, Notorious Ediciones, Madrid, mayo de 2018. ISBN 978-84-15606-62-8
- El universo de Ingmar Bergman, Notorious Ediciones, Madrid, junio de 2018. ISBN 978-84-15606-72-7
- El universo de Nicholas Ray, Notorious Ediciones, Madrid, septiembre de 2018. ISBN 978-84-15606-70-3
- El universo de Rita Hayworth, Notorious Ediciones, Madrid, septiembre de 2018. ISBN 978-84-15606-74-1
- El universo de Howard Hawks, Notorious Ediciones, Madrid, diciembre de 2018. ISBN 978-84-15606-75-8[55]
- Imposible no comerse (en el volcán de los amores canallas), antología, Coord. Antonino Nieto, Editorial Lastura, Madrid, febrero de 2019. ISBN 978-84-949652-5-8
- El mago de Oz. El libro del 80 aniversario,[56] Notorious Ediciones, Madrid, junio de 2019. ISBN 978-84-15606-81-9[57]
- 19 al XXI, prólogo y edición de José Luis Garci, Notorious Ediciones, Madrid, junio de 2019. ISBN 978-84-15606-86-4[58]
- El universo de Gary Cooper, Notorious Ediciones, Madrid, octubre de 2019. ISBN 978-84-15606-92-5[59]
- El universo de Ernst Lubitsch, Notorious Ediciones, Madrid, octubre de 2019. ISBN 978-84-15606-91-8[60]
- El universo de Federico Fellini, Notorious Ediciones, Madrid, enero de 2020. ISBN 978-84-15606-99-4
- El universo de Gene Tierney, Notorious Ediciones, Madrid, noviembre de 2020. ISBN 978-84-18181-11-7
- Hollywood años dorados: 1940, Notorious Ediciones, Madrid, febrero de 2021. ISBN 978-84-18181-16-0
- El universo de Luis García Berlanga, Notorious Ediciones, Madrid, mayo de 2021. ISBN 978-84-18181-11-4
- El universo de Fernando Fernán Gómez, Notorious Ediciones, Madrid, julio de 2021. ISBN 978-84-18181-24-5
- El universo de William Wyler, Notorious Ediciones, Madrid, septiembre de 2021. ISBN 978-84-18181-26-9
- Hollywood años dorados: 1950, Notorious Ediciones, Madrid, diciembre de 2021. ISBN 978-84-18181-32-0
- El universo de José Luis López Vázquez, Notorious Ediciones, Madrid, febrero 2022. ISBN 978-84-18181-36-8
- El universo de Frank Capra, Notorious Ediciones, Madrid, diciembre de 2022. ISBN 978-84-18181-53-5
- Hollywood años dorados: 1941, Notorious Ediciones, Madrid, diciembre de 2022. ISBN 978-84-18181-45-0
- El universo de Katharine Hepburn, Notorious Ediciones, Madrid, septiembre de 2023. ISBN 978-84-18181-65-8
- El universo de Charlton Heston, Notorious Ediciones, Madrid, octubre de 2023. ISBN 978-84-18181-69-6
- El universo de Anthony Mann, Notorious Ediciones, Madrid, noviembre de 2023. ISBN 978-84-18181-72-6
- El universo de Paul Newman, Notorious Ediciones, Madrid, enero de 2025. ISBN 978-84-10247-24-6
- El universo de Sam Peckinpah, Notorious Ediciones, Madrid, marzo de 2025. ISBN 978-84-10247-27-7

## Colaboraciones profesionales (en radio, televisiones, universidades, asociaciones y fundaciones)
- En 2004 y 2005 fue contertulio del programa radiofónico Pantalla Panorámica, de Radio Círculo (100.4 FM, Madrid), dirigido por David Felipe Arranz. Círculo de Bellas Artes, Madrid.
- Fue contertulio en el programa de televisión Tiempo de Tertulia, producción IBECOM, realizada por EFE-TV, emitida en multidifusión por 225 TV locales, digital y cable y 123 emisoras de radio, Madrid, marzo de 2005, y enero de 2007.
- En 2011 fue colaborador de la Filmoteca Española.
- Desde 2013 hasta 2020 fue contertulio de la emisora Radiocine, especializada en cine.
- En 2014 fue profesor invitado de la Escuela de Cine y Audiovisual de la Comunidad de Madrid (ECAM).
- Desde 2015 es Presidente de la Asociación Fania.
- Desde 2016 es profesor de la Universidad Nebrija.
- De 2015 a 2018 fue director general de la Fundación Hispanojudía.
- Desde 2019 a noviembre de 2023 fue director de Relaciones Institucionales de la Fundación Nebrija ( Universidad Nebrija).
- En el curso 2023/2024 fue Director Institucional de TAI Escuela Universitaria de Artes.

## Conferenciante
Como conferenciante ha impartido conferencias, seminarios y presentaciones culturales en numerosas instituciones como el Instituto Cervantes, la Biblioteca Nacional de España, Filmoteca Española, Filmoteca de Catalunya, ECAM (Escuela de Cinematografía y del Audiovisual de la Comunidad de Madrid), Círculo de Bellas Artes de Madrid, Ateneo de Madrid, Ateneo de Pontevedra, Fundación Ramón Areces, Fundación Ortega y Gasset-Gregorio Marañón, Fundación Nebrija, Fundación Esther Koplowitz, Ámbito  Cultural El Corte Inglés, Universidad Nebrija, Universidad Complutense, Universidad de Sevilla, Universidad de Zaragoza, Festival Internacional de Cine de Las Palmas de Gran Canaria, Feria del Libro de Madrid, Feria Internacional del Libro de Guadalajara (México), Universidad de Neuchâtel (Suiza), Fondazione Circolo dei lettori (Turín), Fundación la casa y el mundo, etcétera.